# Twierdzenie Hartogsa (teoria mnogości)
Twierdzenie Hartogsa – twierdzenie w teorii mnogości ZF (bez aksjomatu wyboru), udowodnione w 1915 roku przez niemieckiego matematyka Friedricha Hartogsa, mówiące, że
Dla każdego zbioru {\displaystyle X} istnieje liczba porządkowa {\displaystyle \alpha } o tej własności, że nie istnieje funkcja różnowartościowa {\displaystyle \alpha \to X.}
Innymi słowy, twierdzenie Hartogsa mówi, że dla każdego zbioru istnieje od niego nie mniej liczny zbiór dobrze uporządkowany.

## Funkcja Hartogsa
Każda niepusta klasa liczb porządkowych zawiera element najmniejszy. Fakt ten pozwala rozważać taką funkcję {\displaystyle \mathbb {H} } (określoną na klasie wszystkich zbiorów i o wartościach w klasie wszystkich liczb porządkowych {\displaystyle \mathbf {On} ;} por. paradoks Buralego-Fortiego – w szczególności każda taka funkcja jest klasą właściwą), że
{\displaystyle \mathbb {H} (X)=\min\{\alpha \in \mathbf {On} \colon \neg (\exists f)(f\colon \alpha {\overset {1-1}{\longrightarrow }}X)\}.}
Powyższa funkcja nazywana jest funkcją Hartogsa. Jeśli {\displaystyle \omega } oznacza pierwszą nieskończoną liczbę porządkową (jej istnienie gwarantuje aksjomat nieskończoności), to {\displaystyle \mathbb {H} (\omega )} jest pierwszą nieprzeliczalną liczbą porządkową, którą oznacza się symbolem {\displaystyle \omega _{1}.} Wartości funkcji Hartogsa są zawsze początkowymi liczbami porządkowymi, a więc są one liczbami kardynalnymi.